# Земовит VI
Земовит VI (пол. Siemowit VI; 2 січня 1446 — 31 грудня 1461 або 1 січня 1462) — князь Мазовецький в Плоцьку, Белзі, Раві, Сохачеві, Гостиніну, Плонську та Візні в 1455–1461/1462 роках.

## Життєпис
Земовит VI був старшим сином князя Владислава I Плоцького та його дружини Анни Олесницької. На момент смерті батька в 1455 році залишився малолітнім разом з молодшим братом Владиславом II формальним князем Мазовії і Белзької землі. Правління цих князів здійснюється під опікою регентів — єпископа Плоцького Павла Гижицького та Анни Олесницької.
На початку 1459 року в зв'язку з досягненням Земовитом віку, в якому, відповідно до тодішнього закону міг здійснювати самостійне панування, регентство офіційно склало свої повноваження, хоч на практиці зберегло реальний вплив на політику молодого князя.
Першим незалежним кроком Земовита було укладення на з'їзді в Червінську спільно з варшавським князем Конрадом III Рудим миру з Тевтонським орденом. Цим було підтверджено політику, яку раніше проводив його батько, не заангажовану конфліктом з Орденом, і це незважаючи на те, що сеньйор князів мазовецьких польський король Казимир IV Ягеллончик був з ним у стані війни.
На порозі до самоврядування владу Владиславичів додатково похитнула гостинінська земля, успадкована після смерті тітки Маргарити Ратиборської (вдови Земовита V).
Земовит VI помер у віці вісімнадцяти років в ніч з 31 грудня 1461 на 1 січня 1462 року і був похований в Плоцькому кафедральному соборі. Раптова смерть молодого князя (а особливо, що потім незабаром також помер брат Земовита — Владислав II) викликала численні чутки, мовляв синів Владислава I було отруєно. Звинувачення у вбивстві були спрямовані особливо до каштеляна сохачевського Готтарда з Рибно, який нібито мав претензії до князів за те, що вони позбавили його якогось маєтку. Ті сенсаційні новини були в цілому відкинуті, тому що добре проінформований про відносини, які склалися між мазовецькими П'ястами Ян Длугош не згоден з тими чутками. Можливо, «винним» у смерті синів Владислава в такий короткий проміжок часу був туберкульоз, від якого зрештою, помер батько князів.